# Henrik Arnold Thaulow Dedichen
Henrik Arnold Thaulow Dedichen, Henrik A. Th. Dedichen, född 23 mars 1863 i Modum, död 1935, var en norsk psykiater.
Dedichen blev student 1882 och cand. med. 1889. Efter att ha praktiserat på olika sjukhus var han 1894-99 1:e underläkare vid Rotvold sinnessjukasyl och öppnade i september 1901 Dr. Dedichens privatasyl, en mycket ansedd sinnessjukanstalt vid Trosterud i Østre Aker i närheten av Kristiania. Under åren 1901-06 utgav han den av honom grundade "Tidsskrift for nordisk retsmedicin og psykiatri".